# 李鄒
李鄒（？—？），中國東漢末年軍事人物，是呂布的部將。建安元年（196年）9月，曹操攻打呂布，李鄒與趙庶向曹操部將徐晃投降。